# Bryconamericus ichoensis
Bryconamericus ichoensis är en fiskart som beskrevs av Román-valencia 2000. Bryconamericus ichoensis ingår i släktet Bryconamericus och familjen Characidae. IUCN kategoriserar arten globalt som livskraftig. Inga underarter finns listade.